# IPhone OS 2
iPhone OS 2 là phiên bản lớn thứ hai của iOS, hệ điều hành trên điện thoại di động của công ty Apple Inc.. iPhone OS 2 ra mắt ngày 11 tháng 7 năm 2008, được phát triển tiếp nối từ iPhone OS 1. Đây là bản iOS đầu tiên hỗ trợ ứng dụng từ bên thứ ba qua cửa hàng App Store. OS 2.2.1 là bản cập nhật cuối cùng của phiên bản này. Phiên bản kế tiếp của OS 2 là iPhone OS 3, ra mắt ngày 17 tháng 6 năm 2009.
iPhone OS 2.0 có sẵn vào ngày 11 tháng 7 năm 2008 với việc phát hành iPhone 3G. Các thiết bị chạy iPhone OS 1 có thể nâng cấp lên phiên bản này. Phiên bản iOS này giới thiệu App Store, cung cấp các ứng dụng của bên thứ ba cho iPhone và iPod Touch. Trước khi phát hành iPhone OS 2.0 ra công chúng, Apple đã tổ chức một sự kiện quan trọng để công bố Bộ công cụ phát triển phần mềm hệ điều hành iPhone ("SDK") cho các nhà phát triển. Ban đầu nó được gọi là 1.2.

## Các ứng dụng

### Trên menu
- iTunes
- App Store
- Text
- Calendar
- Photos
- Camera
- YouTube
- Stocks
- Maps
- Weather
- Clock
- Calculator
- Notes
- Settings

### Dock
- Phone
- Mail
- Safari
- iPod

## Lịch sử
iPhone OS 2 đã được giới thiệu tại bài phát biểu quan trọng của Hội nghị các nhà phát triển toàn cầu của Apple vào ngày 9 tháng 6 năm 2008.
iPhone OS 2.0 được phát hành vào ngày 11 tháng 7 năm 2008. Nó được phát hành cùng với iPhone 3G và cũng chạy trên iPhone thế hệ đầu tiên.

## Tính năng

### App Store
Tính năng đáng chú ý nhất của iPhone OS 2 là App Store. Trước khi tính năng này được giới thiệu, cách duy nhất để cài đặt các ứng dụng tùy chỉnh trên thiết bị là thông qua bẻ khóa, điều này không được Apple khuyến khích và không hỗ trợ. Có 500 ứng dụng có sẵn để tải xuống khi ra mắt App Store, mặc dù số lượng này đã tăng lên đáng kể kể từ đó. Giờ đây, App Store có hơn 4 triệu ứng dụng và trò chơi tính đến năm 2021.

### Thư (Mail)
Ứng dụng Thư đã có sự thay đổi, có các email đẩy cung cấp khả năng luôn bật. Nó cũng hỗ trợ các tệp đính kèm Microsoft Office, cũng như các tệp đính kèm iWork. Các tính năng mới khác bao gồm hỗ trợ BCC, xóa nhiều email và khả năng chọn email gửi đi.

### Liên lạc (Contacts)
Ứng dụng Danh bạ hiện có biểu tượng màn hình chính mới chỉ khả dụng trên iPod Touch. Cùng với việc phát hành là khả năng tìm kiếm danh bạ mà không cần tìm kiếm từng cái một, cũng như khả năng nhập danh bạ SIM.

### Bản đồ (Maps)
Các tính năng mới đã được thêm vào ứng dụng Bản đồ trong bản cập nhật phần mềm iPhone OS 2.2. Trong số các tính năng được thêm vào có việc bao gồm Chế độ xem phố của Google, chỉ đường đến phương tiện công cộng và trong khi đi bộ cũng như khả năng hiển thị địa chỉ của một chiếc ghim đã đánh rơi.

### Máy tính (Calculator)
Khi thiết bị ở chế độ nằm ngang, ứng dụng máy tính sẽ hiển thị một máy tính khoa học. Ngoài ra, biểu tượng ứng dụng được cập nhật.

### Cài đặt (Settings)
Cài đặt hiện có khả năng bật lại Wi-Fi khi ở chế độ Máy bay, cũng như khả năng bật/tắt Dịch vụ vị trí.

## Bản phát hành
| Phiên bản | Ngày phát hành                                   | Ghi chú |
| --------- | ------------------------------------------------ | --- |
| 2.0       | Ngày 11 tháng 7 năm 2008                         | Phát hành lần đầu trên iPhone 3G Thêm hỗ trợ ngôn ngữ Na Uy, Thụy Điển, Đan Mạch, Phần Lan, Ba Lan, Hà Lan, Hàn Quốc, Brazil và Bồ Đào Nha Cho phép nhập danh bạ từ SIM Thêm hỗ trợ BCC trong ứng dụng Thư Nhiều lịch hiện có thể được sử dụng trong Lịch và được phân biệt thông qua mã màu Menu lịch được thêm vào Cài đặt App Store được thêm vào, cho phép cài đặt ứng dụng của bên thứ ba Thêm hỗ trợ cho WPA2 và 802.1X Chỉ cho phép bật Wi-Fi khi ở Chế độ trên máy bay Cho phép chụp ảnh màn hình Thêm hỗ trợ cho hình ảnh SVG Cho phép lưu ảnh từ Mail hoặc Safari vào Ảnh Thêm kiểm soát của cha mẹ Cho phép chuyển đổi Kiểm soát của phụ huynh Ảnh chụp trong Máy ảnh có thể được gắn thẻ địa lý |
| 2.0.1     | ngày 4 tháng 8 năm 2008                          | Cải thiện tính ổn định của ứng dụng Danh bạ Cải thiện tính ổn định của ứng dụng Lịch Cải thiện độ phản hồi của bàn phím |
| 2.0.2     | Ngày 18 tháng 8 năm 2008                         | Cải thiện giao tiếp di động trên iPhone 3G Xóa nút "Cập nhật tất cả" trong App Store |
| 2.1 2.1.1 | Ngày 12 tháng 9 năm 2008 Ngày 9 tháng 9 năm 2008 | Bản phát hành đầu tiên trên iPod Touch (thế hệ thứ 2) Không gian lưu trữ đã sử dụng hiện hiển thị trên thiết bị Cập nhật bây giờ nhanh hơn Sửa lỗi bỏ qua mật khẩu Tăng tốc độ cài đặt ứng dụng của bên thứ ba Cải thiện tuổi thọ pin Cải thiện báo cáo cường độ di động 3G Đồng hồ 24 giờ hiện có sẵn cho người dùng ở Vương quốc Anh Sửa lỗi máy tính khi báo cáo câu trả lời sai nếu phép tính liên quan đến số pi Thêm tùy chọn để xóa tất cả dữ liệu sau mười lần nhập mật khẩu không thành công Thêm tạo danh sách phát Genius |
| 2.2       | Ngày 21 tháng 11 năm 2008                        | Bổ sung Chế độ xem phố của Google và chỉ đường đi bộ và phương tiện công cộng trên iPhone Có thể tải xuống Podcast từ thiết bị mà không cần đồng bộ hóa với iTunes Tùy chọn mới để tắt tính năng tự động sửa lỗi Hỗ trợ Emoji, dành riêng cho iPhone Nhật Bản |
| 2.2.1     | Ngày 27 tháng 1 năm 2009                         | Cập nhật băng cơ sở để vá lỗi khai thác bảo mật cho phép mở khóa SIM không chính thức của iPhone 3G Sửa lỗi |